# 卡爾滕巴赫河
47°50′41″N 12°7′27″E / 47.84472°N 12.12417°E

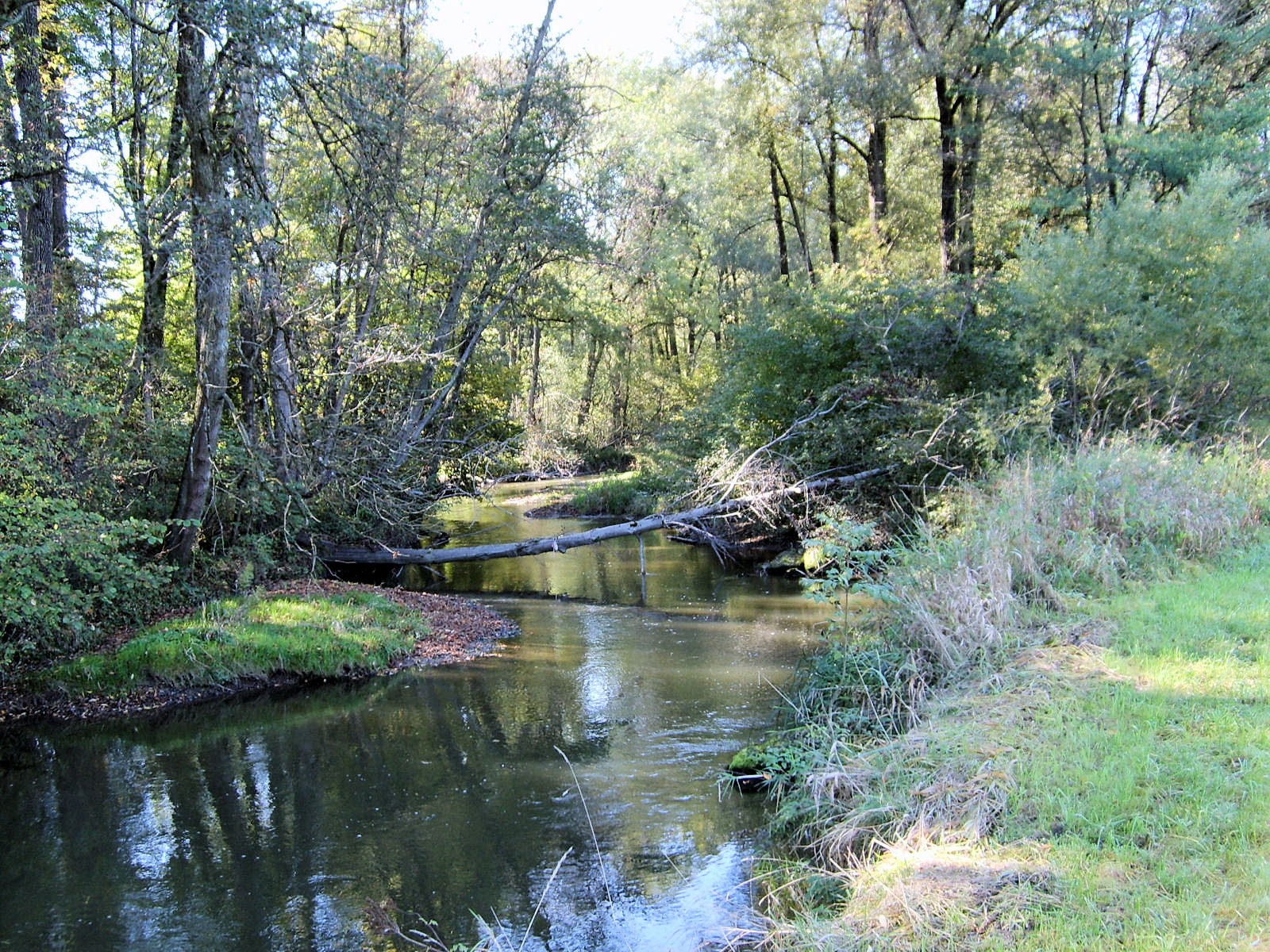
卡爾滕巴赫河

卡爾滕巴赫河（德語：Kaltenbach），是德國的河流，位於該國東南部，由巴伐利亞負責管轄，屬於芒法爾河的支流，河道全長29.3公里，流域面積111.6平方公里，發源自文德爾施泰因山，河口處在羅森海姆。